# Cultura de Sandarna
A Cultura de Sandarna (em sueco:  Sandarnakulturen) é uma cultura arqueológica do Oeste da Suécia (Västsverige). 

O seu nome deriva de Sandarna, onde foram encontrados vestígios de uma povoação  pré-histórica da Idade da Pedra, datada para 8400-6000 a.C., no período do Holoceno.  

O local teria sido habitado por umas 20-30 pessoas, que se dedicavam à pesca, à caça e à captura de animais selvagens. Viviam em cabanas primitivas, e usavam canoas. O clima em que viviam era  mais ameno do que atualmente, e a natureza era caracterizada pela existência de florestas de pinheiros e aveleiras, onde abundavam bois selvagens e alces.  

Um artefacto típico desta cultura era o chamado machado de Sandarna (Sandarnayxa).

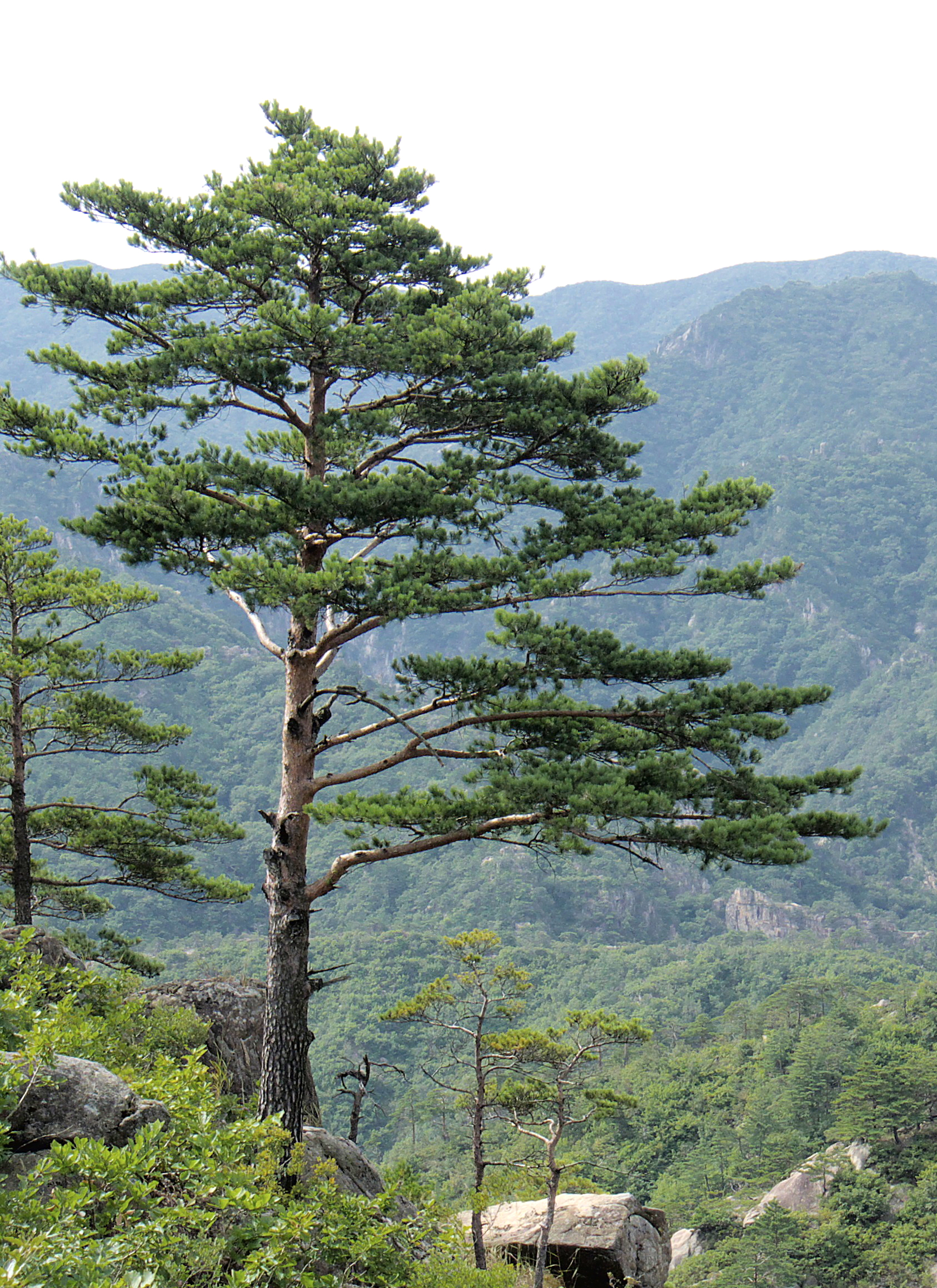
Pinheiro
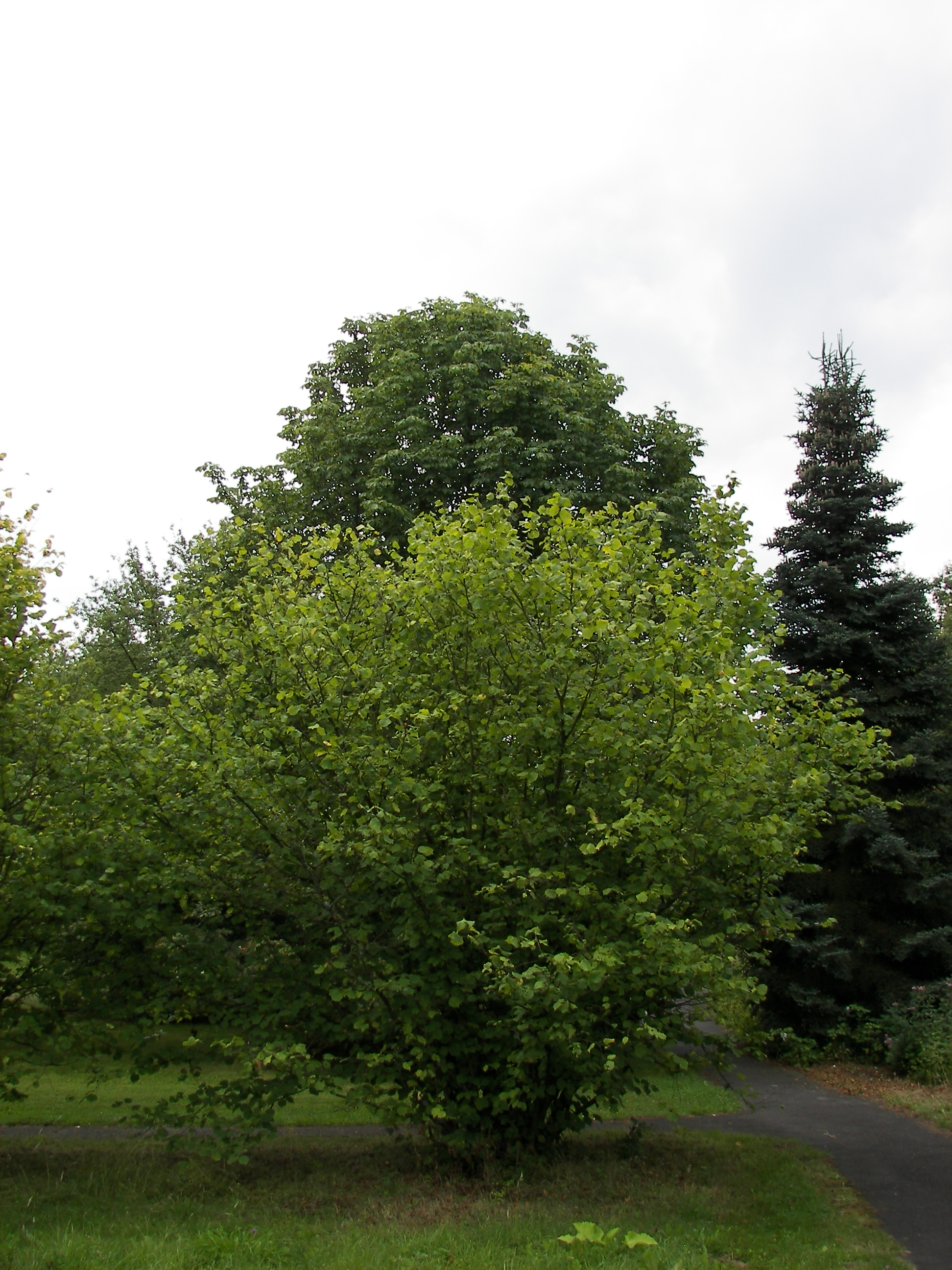
Aveleira
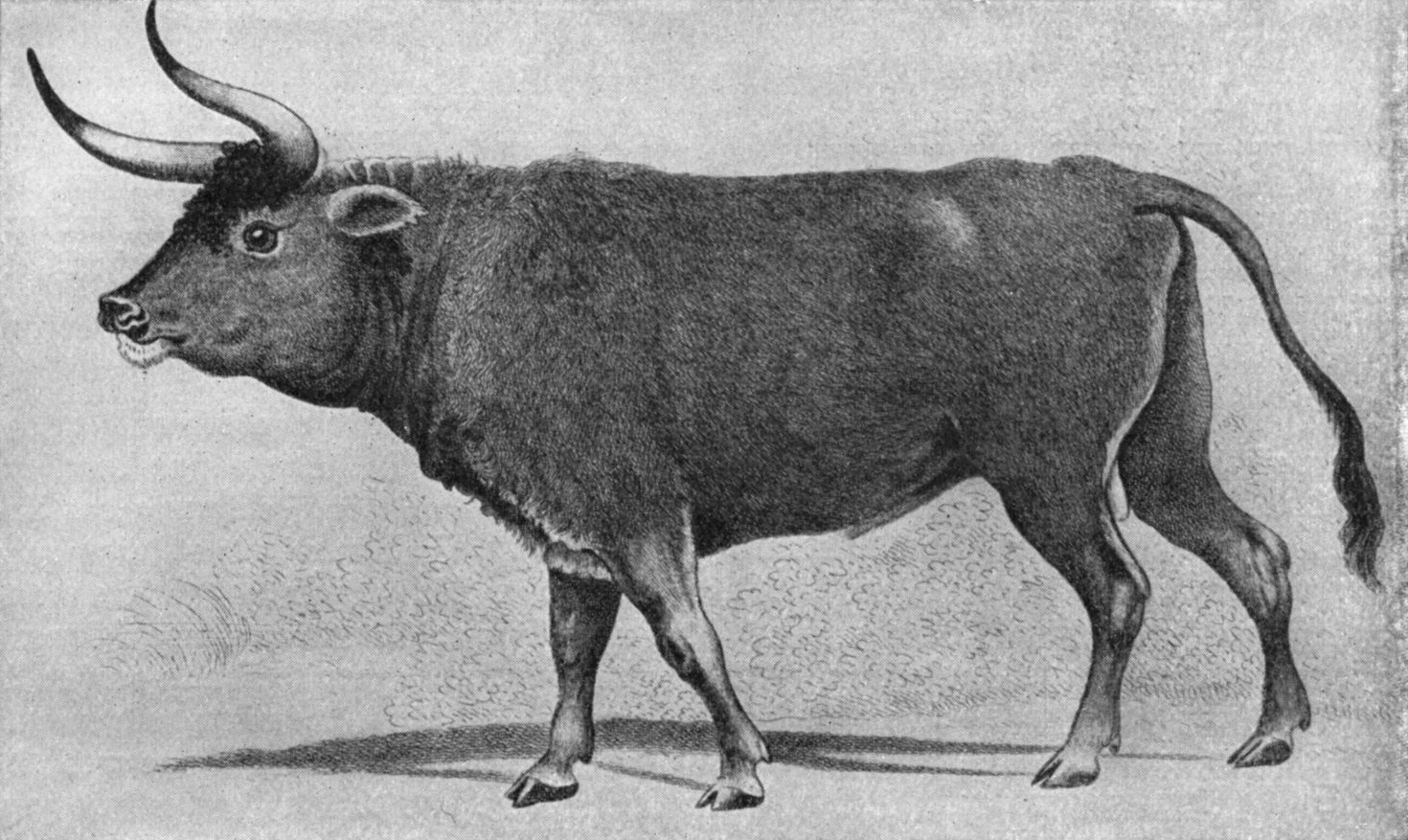
Boi selvagen (auroque)
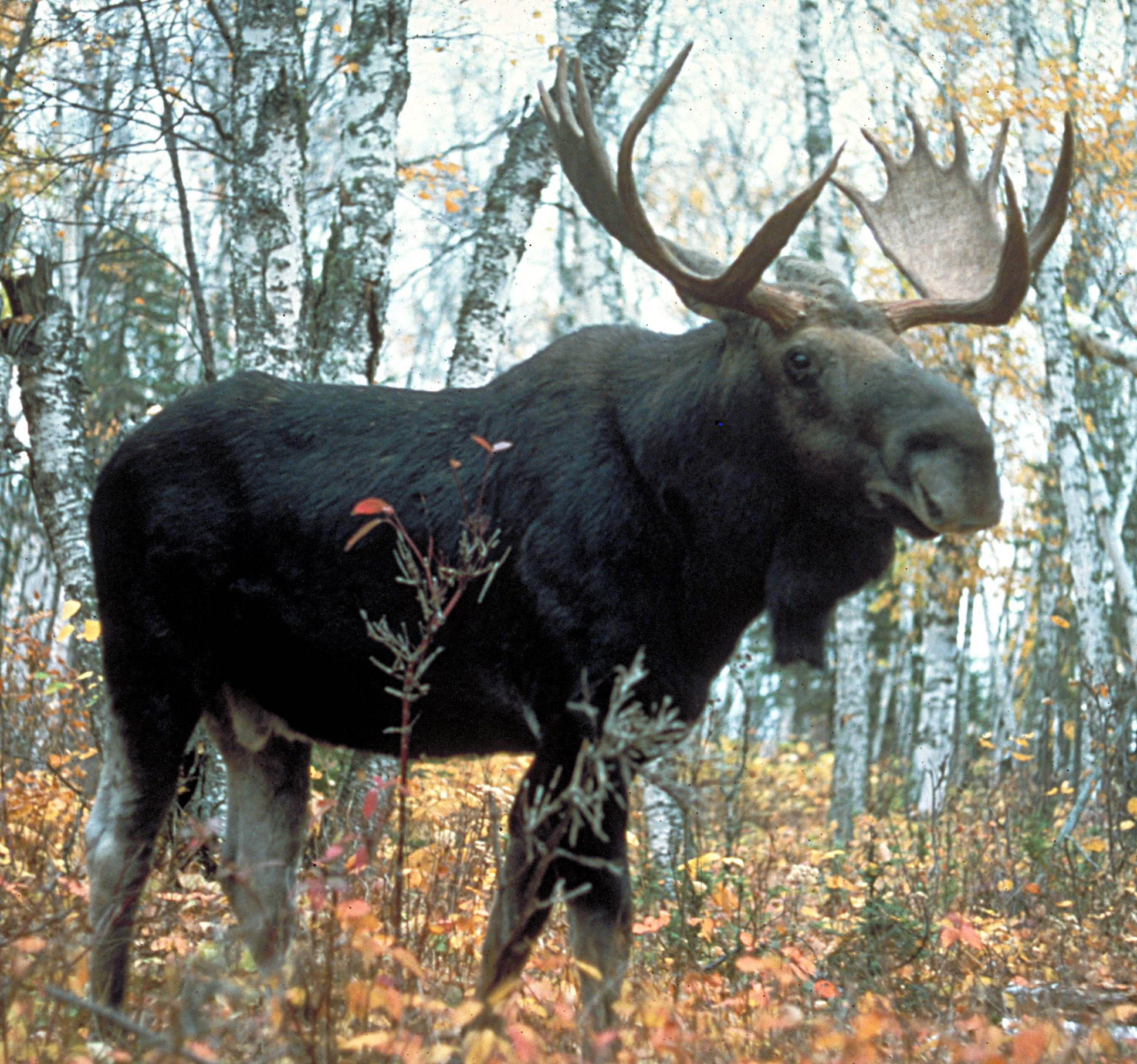
Alce